# Zecchino
Lo zecchino, conosciuto fino alla prima metà del XVI secolo come ducato d'oro, era una moneta veneziana largamente diffusa nei commerci con gli stati esteri. Venne emessa nella Repubblica di Venezia a partire dal 1285 durante il governo del doge Giovanni Dandolo con lo stesso peso e titolo del fiorino fiorentino.
Il nome, usato dal XVI secolo in sostituzione del precedente ducato (da doge), deriva da zecca, la struttura incaricata della sua emissione.

## Storia
Il decreto del Consiglio dei Quaranta del 31 ottobre 1284 stabiliva il peso di 3,545 g, la purezza di 24 carati ovvero puro al 997‰ (il massimo che si potesse ottenere all'epoca) e i criteri per l'iconografia demandando al doge ed ai sei consiglieri il compito di definirla. Al diritto trovano posto le figure di San Marco, protettore della città e del doge inginocchiato davanti al santo. Il primo porge il vessillo della città al doge mentre stringe nell'altra mano il vangelo. Attorno, la legenda "S M VENET(I)", il nome del doge e lungo l'asta la parola "DUX". Al rovescio l'immagine di Cristo benedicente racchiuso in una aureola a forma di mandorla cosparsa di stelle e la legenda "SIT T XPE DAT Q TU REGIS ISTE DUCAT" (Sia affidato a te, o Cristo, questo ducato che Tu governi). Tali caratteristiche rimasero pressoché invariate per 500 anni, fino al 1797, facendola diventare la moneta d'oro più prestigiosa in circolazione nelle piazze commerciali del Mediterraneo.
La qualità del conio è superiore a tutte le monete contemporanee e questo dimostra che gli artisti della Zecca di Venezia avevano raggiunto già all'epoca un elevato livello nel gusto e nella finitezza del disegno.
Con il doge Francesco Venier (1554 – 1559) la moneta si chiamò, per la prima volta, zecchino anche pubblicamente. In questo periodo valeva 7 lire e 12 soldi.
All'inizio del XVII secolo a Venezia fu coniato lo zecchino d'argento, una moneta non concepita per la circolazione e dal valore intrinseco di 10 lire. Grazie ai coni di questa moneta furono emessi i primi multipli di zecchino, monete di ostentazione coniate su commissione dal valore compreso tra 2 e 105 zecchini. Furono emesse anche frazioni da mezzo e da un quarto di zecchino.
Dopo la caduta della Repubblica ci furono alcune emissioni effettuate dagli Austriaci, a nome dell'Imperatore Francesco II. Il dritto mostrava il doge inginocchiato davanti a San Marco, il rovescio l'immagine di Cristo. Il contenuto in oro dello Zecchino veneto varia leggermente a seconda del periodo ma era pari a 3,494 – 3,559 grammi d'oro praticamente puro (997‰).

## Descrizione

### Dritto
A sinistra è presente San Marco, santo protettore di Venezia, che è raffigurato con barba e aureola, è rivolto verso destra ed è avvolto in un ampio manto mentre tiene il Vangelo con la mano sinistra. Con la mano destra il santo porge un vessillo al Doge che è genuflesso a sinistra e che stringe l'asta con entrambe le mani. Il Doge indossa un ricco manto ornato di pelliccia ed il berretto ducale, sotto la banderuola rivolta a destra la scritta verticale dux, attorno s·m·venet e il nome del doge.

Di seguito l'elenco delle sigle usate da ogni doge 
- io·dandvlo Giovanni Dandolo
- pe·gradonico Pietro Gradenigo
- ma·georgio Marino Zorzi
- io·svrantio Giovanni Soranzo
- fra·dandvlo Francesco Dandolo
- ba·gradonico Bartolomeo Gradenigo
- andr·dandvlo Andrea Dandolo
- main·faledro Marino Falier
- io·gradonico Giovanni Gradenigo
- io·delphyno Giovanni Dolfin
- lavr·celsi Lorenzo Celsi
- marc·cornario Marco Corner
- andr·otareno Andrea Contarini
- michl·mavroc Michele Morosini
- anto·veniero Antonio Venier
- michael·sten Michele Steno
- tom·mocenigo Tommaso Mocenigo
- frac·foscari Francesco Foscari
- pa·maripiet Pasquale Malipiero
- cristof·mavro Cristoforo Moro
- nicol·tronvs Nicolò Tron
- nicol·marcell Nicolò Marcello
- pe·mocenico Pietro Mocenigo
- andreas·vendraminus Andrea Vendramin
- io·mocenigo Giovanni Mocenigo
- marc·barbadico Marco Barbarigo
- augustin·barbadico Agostino Barbarigo
- leonar·lavred Leonardo Loredan
- ant·griman Antonio Grimani
- and·griti Andrea Gritti
- pet·lando Pietro Lando
- fran·don Francesco Donà
- m·ant·tri Marcantonio Trevisan
- fran·vene Francesco Venier
- lav·priol Lorenzo Priuli
- hie·priol Girolamo Priuli
- pet·lavr Pietro Loredan
- aloy·moce Alvise I Mocenigo
- seb·venerio Sebastiano Venier
- nic·depon Nicolò Da Ponte
- pasc·cicon Pasquale Cicogna
- marin·grim Marino Grimani
- leon·dona Leonardo Donà
- m·a·memmo Marcantonio Memmo
- io·bembo Giovanni Bembo
- nic·donato Nicolò Donà
- ant·priol Antonio Priuli
- franc·cont Francesco Contarini
- io·cornel Giovanni I Corner
- nic·cont Nicolò Contarini
- franc·erizzo Francesco Erizzo
- franc·molino Francesco Molin
- carol·conta Carlo Contarini
- franc·corn Francesco Corner
- bert·valerio Bertuccio Valier
- ioan·pisavr Giovanni Pesaro
- domin·conta Domenico II Contarini
- nicol·sagredo Nicolò Sagredo
- aloysivs·con Alvise Contarini
- m·ant·ivstin Marcantonio Giustinian
- fran·mavroc Francesco Morosini
- silv·valerio Silvestro Valier
- aloy·moceni Alvise II Mocenigo
- ioan·cornel Giovanni II Corner
- aloy·moceni Alvise III Sebastiano Mocenigo
- carol·rvzini Carlo Ruzzini
- aloy·pisani Alvise Pisani
- pet·grimani Pietro Grimani
- franc·lavred Francesco Loredan
- m·foscarenvs Marco Foscarini
- aloy·mocen Alvise IV Giovanni Mocenigo
- pavl·rainer Paolo Renier
- lvdov·manin Ludovico Manin

### Rovescio
Cristo benedicente racchiuso in una mandorla cosparsa di stelle, attorno sit·t·xpe·dat·q·tv regis·iste·dvca.

## Imitazioni
In Italia furono emesse monete con questo nome da diverse zecche come quella di Lucca (1572), di Genova (1718), di Roma e Bologna.
Furono emessi anche in Toscana, da Carlo Emanuele III di Savoia, da Maria Teresa d'Austria per la Lombardia.
La moneta fu usata anche dai Cavalieri di Rodi e di Malta e da altri stati cristiani del Mediterraneo Orientale.
Inoltre con il nome di sultanino fu coniata una moneta introdotta nell'Impero ottomano verso il 1478.

## Letteratura
Cinque zecchini sono le monete che Mangiafoco regala a Pinocchio nell'omonimo libro di Collodi e che Pinocchio si fa rubare dal gatto e dalla volpe:
(Carlo Collodi, "Le avventure di Pinocchio. Storia di un burattino")